# Nothospondias staudtii
Nothospondias staudtii är en bittervedsväxtart som beskrevs av Adolf Engler. Nothospondias staudtii ingår i släktet Nothospondias och familjen bittervedsväxter. Inga underarter finns listade i Catalogue of Life.